# Distretto di Soma (Turchia)
Il distretto di Soma (in turco Soma ilçesi) è uno dei distretti della provincia di Manisa, in Turchia.